# Krimmer
Krimmer (uppkallad efter halvön Krim) är en typ av vävd pälsimitation som hör till samma klass som astrakan men har något mindre och fastare hopkrusade lockar och alltså mera liknar pälsverket persian.